# Mângureni, Vâlcea
Mângureni este un sat în comuna Nicolae Bălcescu din județul Vâlcea, Muntenia, România.

## Vezi și
- Biserica de lemn din Mângureni

 Acest articol despre o localitate din județul Vâlcea este deocamdată un ciot. Puteți ajuta Wikipedia prin completarea lui.